# Helina vilissima
Helina vilissima este o specie de muște din genul Helina, familia Muscidae, descrisă de Willi Hennig în anul 1957.
Este endemică în Madeira. Conform Catalogue of Life specia Helina vilissima nu are subspecii cunoscute.